# Dinny Pails
Dennis Robert Pails, Dinny Pails (ur. 4 marca 1921 w Nottingham, zm. 22 listopada 1986 w Sydney), tenisista australijski, zwycięzca mistrzostw Australii w grze pojedynczej, reprezentant w Pucharze Davisa.
Urodzony w Anglii, w 1940 triumfował w juniorskiej edycji międzynarodowych mistrzostw Australii. W 1946 po raz pierwszy dotarł do finału „dorosłych” mistrzostw Australii, ulegając w pięciu setach Johnowi Bromwichowi (7:5, 3:6, 5:7, 6:3, 2:6). Rok później zrewanżował się Bromwichowi, wygrywając w finale tego turnieju również w pięciu setach 4:6, 6:4, 3:6, 7:5, 8:6, mimo iż rywal miał piłkę meczową. Figurował w tym czasie w czołowej dziesiątce najlepszych graczy świata. W pierwszej powojennej edycji Wimbledonu w 1946, wymieniany obok Amerykanina Jacka Kramera w gronie głównych faworytów (został najwyżej rozstawiony), przegrał w ćwierćfinale w anegdotycznych okolicznościach – zgubił się w londyńskim metrze i o mało nie spóźnił się na mecz, w efekcie grał nerwowo i w czterech setach uległ późniejszemu triumfatorowi, Francuzowi Yvonowi Petrze. W tej samej edycji Wimbledonu osiągnął finał gry podwójnej, występując w parze z Geoffem Brownem (w finale lepsi okazali się Tom Brown i Jack Kramer 6:4, 6:4, 6:2). W 1947 był na Wimbledonie rozstawiony z „czwórką” i dotarł do półfinału gry pojedynczej, w którym uległ Kramerowi 1:6, 6:3, 1:6, 0:6, a w deblu z Bromwichem też był w półfinale (porażka z Tonym Mottramem i Billem Sidwellem).
W latach 1946–1947 występował w reprezentacji daviscupowej. Australijczycy docierali w tym czasie dwukrotnie do finału rozgrywek, za każdym razem przegrywając z Amerykanami. Pails nie był szczególnie skuteczny w meczach pucharowych, a w obu finałach nie zdołał wygrać żadnego pojedynku singlowego, ulegając dwukrotnie Kramerowi i po jednym razie Gardnarowi Mulloyowi i Tedowi Schroederowi.
W 1947 Pails dołączył do grona tenisistów zawodowych. Debiut profesjonalny zaliczył 26 grudnia 1947 w nowojorskiej hali Madison Square Garden. Został wyznaczony do rozegrania serii pojedynków z Ekwadorczykiem Segurą, a ich mecze towarzyszyły głównej atrakcji touru – rywalizacji Jacka Kramera i Bobby’ego Riggsa, chociaż jak sam Pails wspominał, to właśnie jego mecze można było uznać za ciekawsze dla obserwatorów z uwagi na kontrast w stylu gry rywali. W pierwszym spotkaniu Pails okazał się lepszy od Segury 15:13, ale mecz zakończono już po pierwszym secie. Całą serię Australijczyk rozstrzygnął na swoją korzyść, wygrywając 41 razy przy 31 wygranych Segury, chociaż sam Pails relacjonował, że wygrał o trzynaście pojedynków więcej niż rywal. W 1951 brał udział w czteroosobowym tourze po Australii z Pancho Gonzalesem, Frankiem Parkerem i weteranem Donaldem Budge’em, zajmując drugie miejsce w serii pojedynków za Gonzalesem (27 wygranych, 15 porażek). W 1955 był wspólnie z Frankiem Parkerem rywalem Pancho Gonzalesa w niewielkim tourze australijskim, zdecydowanie wygranym przez Gonzalesa (45 wygranych i 7 porażek).
W 1952 wydał książkę Set Points. My tennis story, zawierającą wspomnienia z kariery sportowej oraz wskazówki techniczne dla uczących się gry w tenisa.